# 러시아의 정치인 목록
다음은 러시아의 정치인 목록이다.

## 가
- 마리아 가이다르
- 알라 게르베르

## 나
- 나탈리야 나로츠니카야

## 다
- 지나이다 드라군키나
- 옥사나 드미트리예바

## 라
- 알렉산드라 레비츠카야

## 마
- 타티야나 만타토바

## 바
- 올가 바탈리나

## 사
- 에밀리아 슬라브노바
- 갈리나 시르시나

## 아
- 마리나 엔탈체바
- 스베틀라나 오를로바

## 카
- 갈리나 카렐로바

## 타
- 나탈리야 티마코바

## 파
- 엘라 팜필로바

## 하
- 갈리나 호반스카야